# Stenolis
Stenolis es un género de escarabajos longicornios de la tribu Acanthocinini.

## Especies
- Stenolis angulata (Fabricius, 1801)
- Stenolis bispecularis (White, 1855)
- Stenolis calligramma (Bates, 1872)
- Stenolis concinna (Bates, 1885)
- Stenolis duidaensis (Gilmour, 1963)
- Stenolis dulcissima (Bates, 1863)
- Stenolis flavoguttata Monne, 2011
- Stenolis giesberti Monne, 2011
- Stenolis gilvolineata Monne, 2011
- Stenolis inclusa (Bates, 1885)
- Stenolis laetifica (Bates, 1872)
- Stenolis longula (Bates, 1881)
- Stenolis marcelae Monne, 2011
- Stenolis multimacula Monne, 2011
- Stenolis nearnsi Monne, 2011
- Stenolis polygramma (Bates, 1872)
- Stenolis polytaenia (Bates, 1885)
- Stenolis pulverea (Bates, 1881)
- Stenolis roseicollis (Bates, 1872)
- Stenolis tavakiliani Monne, 2011
- Stenolis theobromae (Lara & Shenefelt, 1964)
- Stenolis veracruzi (Dillon, 1955)
- Stenolis vigintiguttata (Bates, 1885)
- Stenolis xanthostigma Monne, 2011